# América de Cali Femenino
El América de Cali Femenino o simplemente América Femenino es la sección de fútbol femenino del América de Cali, club de la ciudad de Cali, Colombia. Participa en la Liga Profesional Femenina, máxima categoría del fútbol femenino, organizada por la Dimayor. Juega sus partidos como local en el estadio Pascual Guerrero.

## Historia
El equipo fue presentado oficialmente el 15 de septiembre de 2016 en la ciudad de Cali, durante la presentación de las dos primeras contrataciones, las jugadoras Catalina Usme y Nicole Regnier; la idea de crear un equipo femenino vinculado con el América estuvo a cargo de Marcela Gómez, hija del propietario del equipo, Tulio Gómez y quien se convertiría en la primera presidenta del equipo femenino. Así, América se vincularía al proyecto de fomentar el fútbol femenino en el país, tanto a nivel continental como también a nivel mundial. 
El club accedió a la disputa del torneo profesional colombiano femenino, haciendo uso de su derecho a participar por contar con reconocimiento deportivo del Ministerio del Deporte y la Dimayor. El equipo crea sus bases a partir de la Liga de fútbol del Valle del Cauca, a través de sus categorías femeninas y de la Escuela Carlos Sarmiento Lora.
En su  primera temporada para el año 2017 fue dirigido inicialmente por Gerardo Londoño hasta el 4 de marzo de ese año, logrando varios éxitos en partidos amistosos, Enrique Guevara se encargó del equipo que durante el desarrollo del campeonato, alcanzaría los cuartos de final donde caería frente al campeón Santa Fe en una reñida serie. En noviembre de 2017 asume la dirección técnica Jersson González y con Catalina Usme como máxima referente se logra avanzar hasta semifinales cayendo ahora con Atlético Huila que sería finalmente el campeón de la temporada.
Para la temporada 2019 se vincularía a Andrés Usme como entrenador quien poseía mayor experiencia dirigiendo equipos femeninos y con figuras como la arquera Natalia Giraldo, la defensa Rossy Caicedo, las mediocampistas Carolina Pineda, Farlyn Caicedo y la efectividad goleadora de Catalina Usme y Linda Caicedo (Goleadora de la temporada) el equipo se coronó campeón de la liga al derrotar al  Independiente Medellín en la final, por un marcador global de 3:2, obteniendo de esta manera su primer título profesional y clasificando a la Copa Libertadores de ese año, competencia en la que finalizaría en la tercera posición Obteniendo victorias sobre clubes tradicionales del torneo y con procesos más amplios en sus respectivas ligas como Club Cerro Porteño de Paraguay y UAI Urquiza de Argentina ambos campeones reinantes de sus torneos nacionales.
En la Liga Profesional Femenina de Fútbol 2020 el equipo pierde varias jugadoras importantes que deciden fichar por otros equipos; sin embargo, se apuesta por la columna vertebral (Usme, Robledo, Pineda) y algunos buenos refuerzos principalmente la venezolana Joemar Guarecuco con esta nómina se alcanza por segundo año consecutivo la final de liga, cayendo ante un superior Independiente Santa Fe logrando una nueva clasificación a Copa Libertadores. La participación en el torneo continental fue histórica, las diablas rojas alcanzaron por primera vez en la historia la final del torneo dejando en el camino clubes de renombre como Boca Juniors y Corinthians; en una final reñida caerían derrotadas por el tradicional combinado Brasileño de Ferroviária; sin embargo, la imagen del club fue reconocida y destacada por diversos medios mientras que la capitana y estrella del equipo Catalina Usme sería reconocida como Mejor Jugadora del torneo y de la Final por la Conmebol.
Para el  campeonato del 2022, América se coronaría nuevamente como campeón del torneo, al vencer en la final a su rival de patio, el Deportivo Cali por marcador global de 4:3 e igualando en títulos al Independiente Santa Fe como máximos galardonados de la competición, ambos con dos. Catalina Usme fue nuevamente la goleadora del equipo y de la temporada con 15 anotaciones, ampliando su brecha como máxima goleadora histórica del equipo escarlata y de la Liga Profesional Femenina. Como campeonas aseguraron una nueva participación en Copa Libertadores donde obtendrían nuevamente la medalla de bronce derrotando a su clásico rival por 5-0 en esta campaña las diablas rojas ganarían con puntaje ideal el grupo obteniendo en el camino una goleada histórica por 8-0 ante el ACD Lara; Adicionalmente la guardameta Natalia Giraldo y la defensora central Tatiana Castañeda integrantes del equipo fueron consideradas entre las mejores jugadoras de la última edición del certamen de clubes más importante de Sudamérica siendo incluidas en el once ideal. Para finalizar la temporada la sección femenina alcanzaría un nuevo título, esta vez a nivel departamental en la I Copa Telepacífico Femenina, derrotando nuevamente a Deportivo Cali y llevándose los logros individuales de goleadora Catalina Usme y valla menos vencida.

## Uniforme
El América de Cali Femenino utiliza el clásico color rojo en su uniforme, el cual ha identificado al club por mucho tiempo. Las diablas rojas utilizarán la misma indumentaria de la plantilla principal, solo que será una versión más femenina.
- Uniforme titular: Camiseta roja, pantalón rojo y medias rojas.

- Uniforme alternativo: Camiseta blanca, pantalón blanco y medias blancas.

- Segunda alternativa: Camiseta negra, pantalón negro y medias negras.

### Proveedores y patrocinadores
| Proveedores y patrocinadores | Proveedores y patrocinadores | Proveedores y patrocinadores | Proveedores y patrocinadores | Proveedores y patrocinadores           |
| Período                      | Proveedor                    | Proveedor                    | Patrocinador principal       | Patrocinadores secundarios             |
| ---------------------------- | ---------------------------- | ---------------------------- | ---------------------------- | -------------------------------------- |
| 2017                         |                              | Adidas                       | Solare Eco Hotel             | Marcetennis Centro Deportivo           |
| 2018                         | Solare Eco Hotel             | Adidas                       | Wplay.co                     |                                        |
| 2019                         |                              |                              | Bandera de Colombia          | Wplay.co Postobon Solare Sai Eco Hotel |
| 2020                         | Wplay.co                     | Solare Eco Hotel             |                              |                                        |
| 2021                         |                              |                              |                              |                                        |
| 2022                         | Le Coq Sportif               | Le Coq Sportif               |                              |                                        |
| 2023                         | Le Coq Sportif               | Le Coq Sportif               |                              |                                        |
| 2024                         | Le Coq Sportif               | Le Coq Sportif               |                              |                                        |
| 2025                         | Le Coq Sportif               | Le Coq Sportif               |                              |                                        |

### Cronología de la camiseta
| Cronología camiseta América de Cali Femenino | Cronología camiseta América de Cali Femenino | Cronología camiseta América de Cali Femenino | Cronología camiseta América de Cali Femenino | Cronología camiseta América de Cali Femenino |
| Temporada                                    | Marca                                        | Titular                                      | Alternativas                                 | Alternativas                                 |
| -------------------------------------------- | -------------------------------------------- | -------------------------------------------- | -------------------------------------------- | -------------------------------------------- |
| 2017                                         | Adidas                                       |                                              |                                              |                                              |
| 2018                                         | Adidas                                       |                                              |                                              |                                              |
| 2019                                         | Umbro                                        |                                              |                                              |                                              |
| 2019                                         | Umbro                                        |                                              |                                              |                                              |
| 2020                                         | Umbro                                        |                                              |                                              |                                              |
| 2021                                         | Umbro                                        |                                              |                                              |                                              |

## Estadio
El Estadio Olímpico Pascual Guerrero de la ciudad de Cali es el escenario que utiliza el América y el América Femenino para jugar sus partidos oficiales como local. Está ubicado en el barrio San Fernando de la Comuna 19 de la ciudad. El estadio es propiedad de la Universidad del Valle y fue inaugurado el 20 de julio de 1937. Tuvo grandes remodelaciones con motivo de la Copa América 2001 y 10 años después, cambiaría totalmente su infraestructura debido a la realización de la Copa Mundial de Fútbol Sub-20 de 2011, siendo techado el estadio y con sillería en su totalidad, reduciendo su capacidad de 45.000 espectadores a 35.000. Tiene césped natural y unas dimensiones del campo de juego de 110 m  x 68 m.

## Jugadoras

### Plantilla 2024
Referencias:
- Los equipos colombianos están limitados a tener en la plantilla un máximo de cuatro (4) jugadoras extranjeras. La lista incluye sólo la principal nacionalidad de cada jugadora.

- Jugadora a servicio de la Selección Colombia Femenina.

## Datos históricos
- Participaciones en Liga: 8 (Todas)
- Participaciones en la Copa Libertadores de América: 4
- Mejor puesto en la Liga: 1º (2019), (2022).
- Mejor puesto en la Copa Libertadores de América: Subcampeón (2020).
- Temporadas ausente de Liga: 0.
- Peor puesto en la liga: 7° (2017).
- Mayor cantidad de fechas invicto:
  - 11 fechas en 2022.
  - 9 fechas en 2017.
  - 9 fechas en 2019.
- Mayores goleadas a favor:
  - En torneos nacionales:
    - 5-1 a Real Santander (5 de mayo de 2022).
    - 5-1 a Deportes Tolima (9 de mayo de 2022).
    - 5-0 a Deportes Quindío (5 de marzo de 2017).
    - 5-0 a Deportivo Pereira (30 de abril de 2017).
    - 7-0 a Atlético (25 de febrero de 2018).
    - 5-0 a Patriotas Boyacá  (14 de mayo de 2018).
    - 8-0 a Atlético Bucaramanga (24 de agosto de 2021).
    - 6-0 a Atlético Huila (11 de marzo de 2023).
    - 5-0 a Deportivo Pasto (19 de abril de 2023).
    - 5-0 a Deportivo Cali (30 de abril de 2023).

  - En torneos internacionales:
    - 8-0 a ACD Lara (17 de octubre de 2022).
    - 6-1 a Ñañas (19 de octubre de 2019).
    - 5-0 a Deportivo Cali (28 de octubre de 2022).
    - 5-0 a Universitario (5 de marzo de 2021).
    - 5-1 a El Nacional (8 de marzo de 2021).
- Mayores goleadas en contra:
  - En torneos nacionales:
    - 0-3 contra Deportivo Pereira (10 de febrero de 2018).[n 1]
    - 0-3 contra  Deportivo Cali  (16 de noviembre de 2020).

  - En torneos internacionales:
    - 0-4 contra Corinthians (25 de octubre de 2019).
    - 0-4 contra Corinthians (15 de octubre de 2023).
- Máxima Goleadora: 
  - Catalina Usme 66 goles en Liga 8 Copa Libertadores

## Estadísticas

### Liga Profesional Femenina de Fútbol 2017 - act.
Desde que se instauró el torneo femenino en 2017 la rama femenina ha intervenido en todos los torneos; actualmente se ubica en la 3ª posición histórica con un rendimiento del 62.3% y dos títulos del máximo torneo femenino en Colombia.

### Distinciones individuales

#### Liga Profesional Femenina
| Torneo | Jugadora      | Distinción   | Goles |
| ------ | ------------- | ------------ | ----- |
| 2019   | Linda Caicedo | Botín de Oro | 7     |
| 2021   | Catalina Usme | Botín de Oro | 12    |
| 2022   | Catalina Usme | Botín de Oro | 15    |
| 2023   | Catalina Usme | Botín de Oro | 11    |

#### Copa Libertadores Femenina
| Torneo | Jugadora                | Distinción                 |
| ------ | ----------------------- | -------------------------- |
| 2020   | Catalina Usme           | Mejor Jugadora del Torneo  |
| 2020   | Catalina Usme           | Mejor Jugadora de la Final |
| 2020   | Daniela Arias (DF)      | Once Ideal                 |
| 2020   | Catalina Usme (MC)      | Once Ideal                 |
| 2020   | Gisela Robledo (DEL)    | Once Ideal                 |
| 2022   | Natalia Giraldo, (ARQ)  | Once Ideal                 |
| 2022   | Tatiana Castañeda (DEF) | Once Ideal                 |

## Entrenadores
- Nelson Abadía (2016)
- Gerardo Londoño (2017)
- Enrique Guevara (2017)
- Jersson González (2017-2018)
- Andres Usme (2019-2022)
- Gustavo Pineda (2022)
- Carlos Hernández (2023)
- Gustavo Pineda (2023)
- Daniel Mejía (2024)
- Harold Viáfara (2024-2025)
- Jhon Tierradentro (2025)
- Carlos Hernández (2025-act.)

## Palmarés
Títulos nacionales (2)
| Competición nacional            | Títulos    | Subcampeonatos |
| ------------------------------- | ---------- | -------------- |
| Liga Profesional Femenina (2/2) | 2019, 2022 | 2020, 2023     |

Títulos internacionales (0)
| Competición internacional        | Títulos | Subcampeonatos |
| -------------------------------- | ------- | -------------- |
| Copa Libertadores Femenina (0/1) |         | 2020           |

Títulos regionales(1)
| Competición Regional | Títulos | Subcampeonatos |
| -------------------- | ------- | -------------- |
| Copa Telepacifico    | 2022    |                |

Títulos amistosos (2)
| Competición                          | Títulos | Subcampeonatos |
| ------------------------------------ | ------- | -------------- |
| Cuadrangular Bolívar Sí Avanza (1/0) | 2017    |                |
| Cuadrangular Valle del Cauca (1/0)   | 2023    |                |
| Copa Llanera (0/1)                   |         | 2017           |
| Cuadrangular de la Tebaida (0/1)     |         | 2019           |

Títulos juveniles (1)
| Competición                              | Títulos | Subcampeonatos |
| ---------------------------------------- | ------- | -------------- |
| Copa Elite Femenina Valle (Sub-20) (1/0) | 2022    |                |